# 怪談 (電視節目)
《怪談》是香港有線電視娛樂台的現場直播靈異節目，1996年首播，是香港有線電視長壽節目之一。曾任節目主持有雷宇揚、施明、雲海、歐錦棠、關寶慧、張學潤、梁思浩、歐綺霞、梁嘉琪、余思敏和陳曉華，其中梁思浩擔任主持逾十年（2006至2015年、2020-2021年）。節目原本逢星期日深夜十二時半播放（有線A台翌日同時段重播），後改為逢星期六晚上十一時正播出（有線電視第1台翌日同時段重播），放映時間為一小時。
2009年，2008年12月20日播映的《亞庇不思議手記‧奪魄墓場》獲提名角逐2008年度電視欣賞指數調查最佳節目頒獎禮評審團大獎，惜未能奪獎。
2020年，香港開電視播映《經典．怪談》（共54集），重新包裝2011年至2015年期間製作及播映的《怪談》集數。全新製作的《怪談．異動中》由2020年8月22日起，逢星期六、日深夜12點至12點30分，於香港開電視播映。惟梁思浩在2021年，宣佈不再擔任《怪談》主持。最新一季《怪談．一路好走》由2021年10月2日起，逢星期六晚11點播映，節目主持改為第三代主持關寶慧及AP，已於2022年7月23日播出第41集最終回。

## 歷史

### 2010年一度停播
2009年4月，胡容卿接替徐小明出任有線娛樂執行董事。胡容卿本身是虔誠基督徒，她上任後即銳意改革有線娛樂平台。據報因為她覺得電視台「不應導人迷信」，所以《怪談》這個靈異節目即使擁有收視亦首當其衝，而由麥玲玲主持的節目《玩轉姻玄路》 ，以及原定由蘇民峰接棒主持的陰宅風水節目也不能倖免。記者向胡容卿求證，是否停播所有玄學節目，甚至賠錢給藝人也在所不惜，她強調︰「任何節目都有完結的一日」。據第571期《快週刊》報道，因《怪談》節目突然改變形式，不談鬼神，因此遭到廣告商叫停近200萬的節目贊助費。而蘇民峰則表示要從其他人口中才知自己的節目胎死腹中，非常沒面子。
及至2010年2月26日，怪談官方在怪談討論區內發表公告，稱「怪談討論區將於3月5日凌晨12時關閉」顯示怪談將走向終結。作為前主持之一的司徒法正則在網誌表示節目改革與創新不可因「個人喜好」而盲目進行，「就市場學而言，這是極不合理的」，並在一次訪問中暗示有人罔顧觀眾喜好，「有人就個人喜好說腰斬就腰斬，對有線來說是很大的損失」。
2011年，胡容卿下台後，怪談團隊推出的全新一輯「怪談．靈異直播」，8月13日盂蘭節破天荒在傳聞中最猛鬼的地點、現場直播，主持是梁思浩、可宜、譚凱琪。加入了“怪談Fan Club”和靈探招募元素。

## 內容

### 第三代

#### 怪談新耳袋
《怪談新耳袋》是一套日本TBS電視台製作的靈異單元劇，（英文版DVD標題是《Tales of Terror from Tokyo and All Over Japan》），於節目中播放。

#### 怪談熱線
觀眾可透過電話（852）183-1121與主持及嘉賓對話，講述靈異經歷、咨詢意見及討論或回應當日話題。

### 第四代至第六代
《怪谈》於2006年來了一次大革新，由第四代主持接棒；而第四代至第六代的內容基本上一脈相承，俱以「不思議手記」為骨幹，男主持梁思浩不变，只更換了女主持，分别是歐綺霞（Monique）（06年）、梁嘉琪（06年-07年）、余思敏（07年加入）和陳曉華（07年下半年加入）。每期节目还会邀请一名玄学嘉宾来为观众分析，讲解该集内容，或者为观众来电解答疑问。常任怪谈嘉宾有：司徒法正師傅、林千博師傅、簡信回師傅和馬君程老師，因《怪谈》09年11月的改革，所有师傅均与有线电视解约，在播放最后一辑《不思議手記》期间没有邀请嘉宾参与节目，改由梁思浩电话访问「圈中好友」来充实节目。

#### 不思議手記
此系列是怪谈的主干环节，由2006年1月7日起播出，至2009年12月26日结束，共有22辑。不思議手記由一隊有線電視拍攝小組冒險到亚洲各国不同的角落探究靈異事件，曾經涉足泰國、台灣、東南亞、日本等地。有观众认为这部分内容的拍摄手法误导观众，以似是而非的画面诱导人们相信有鬼神的存在。受09年11月的改革影响，与《怪谈》合作十年的司徒法正師傅与有线电视解约，没有参与最后一辑《不思議手記》的拍摄，该辑的内容亦改变风格，不涉及「靈異探秘」，使得收视下滑。
2007年，怪谈舉辦「不思議自由行」，公開招募對不可思議事件有濃厚興趣的觀眾成為「怪談攝製隊」成員，隨隊出發到海外進行拍攝工作，反應相當熱烈，兩位女參賽者最後脫穎而出。
怪談外訪的成員有：注1
| 怪談監製（兼攝影師） | 陳達年（阿達）                    |
| 資深怪談導演         | 蔡周雅〔Jackie 女〕               |
| 資料搜集員           | 陳介敏（Man）/源植君(Jacky仔)     |
| 駐海外工作人员       | 郭维德（Ben）                     |
| 攝影師               | 王偉傑（姑爺）                    |
| 摄制队主持           | 早期:梁思浩 后期:陳曉華（Rachel） |
| 怪談多年護法         | 司徒法正師傅注2                   |

注1：在实际拍摄时，除了Ben(翻译)、陳曉華（主持人）以及司徒法正師傅，其他人均带有摄影器材，兼任摄影师。
注2：怪谈09年11月改革之后播出的最后一辑《不思議手記》，司徒法正師傅没有参与拍摄。

##### 不思議自由行
此活動於2007年1月首辦，公開招募對不可思議事件有濃厚興趣的觀眾成為「怪談攝製隊」成員，入圍者可隨隊出發到海外進行拍攝工作，參與者要經過嚴格篩選才可獲得入圍資格。
2008年，本活動亦有作出宣傳招募，但後來不了了之，節目中亦無正式公開宣佈腰斬的決定及解釋箇中原因，以致外間對此一無所知。
| 年份 | 最後入圍者                     | 甄選資格 | 參與拍攝           |
| 2007 | 鄧慧嫦（小強） 鄭嘉瑩（Peggy） | - 參加者須沒有心臟病、高血壓、或其他突發性病癥 - 參加者須沒有陰陽眼、沒有所謂靈異體質、不是時常有靈異遭遇 - 參加者須經司徒法正師傅以法科測試及林千博師傅以術數批命並評為不易見鬼 - 參加者須通過夜探猛鬼地、獨自進行招魂儀式等的靈異體驗 - 入圍者須參與一次由師傅主持之鬼節超度儀式，並須協助其中的招魂法事 | 泰柬邊境不思議手記 |
| 2008 | 活動腰斬                       | 活動腰斬 | 活動腰斬           |

##### 重播
由2008年12月10日起，有線電視第1台逢重播《不思議手記》系列：
| 起始           | 完結          | 時間                | 系列                     |
| -------------- | ------------- | ------------------- | ------------------------ |
| 2008年12月10日 | 2009年1月21日 | 星期三 22:30－23:00 | 《台灣不思議手記（一）》 |
| 2009年2月4日   | 2009年3月4日  | 星期三 22:30－23:00 | 《台灣不思議手記（二）》 |
| 2009年3月11日  | 2009年3月25日 | 星期三 22:30－23:00 | 《砂拉越不思議手記》     |

#### 靈異照片、錄像及錄音
主持人與師傅研究觀眾提供的靈異照片、錄像及錄音。

#### 怪談熱線
觀眾可透過電話與主持及嘉賓對話，講述靈異經歷、咨詢意見及討論或回應當日話題。

#### 笑談
鑑於一般人在農曆新年期間較為避忌鬼怪邪靈之說，《怪談》在农历新年前後至元宵節期間易名為《笑談》。节目由三位主持及師傅(包括：司徒法正師傅、林千博師傅等)講解新一年的風水佈局，內容也改以生肖運程、招財、開運、趨吉避凶、迎桃花等話題為主。

#### 警界靈訊
此環節由余思敏及簡信回師傅主持，自2008年4月5日起至6月28日止共十三集，每集約五分鐘，於節目的第四節播出，以檔案形式講述警隊內部的靈異傳聞及剖析其可信性，當中涉及的案件，如嘉利大廈大火、Hello Kitty 藏屍案、徐步高槍擊案、跑馬地馬場大火等，皆轟動一時。

#### 屍前‧死後
該盂蘭節特備節目由2008年7月26日起至9月27日止一連十集，主持梁思浩以第一身來演繹一個人死後「七七四十九日」的真實經歷，打破禁忌「為自己舉行一個完美的喪禮」，堪稱「屍體真人秀」。據官網（页面存档备份，存于）介紹，內容還會提及殯葬儀式的習俗和忌諱、化粧師如何為先人遺容上粧、破地獄儀式是否可以破開地獄之門、土葬墳穴究竟要掘多深……等話題。

#### 奇人詭異檔案
《奇人诡异档案》由2009年4月11日起至5月23日结束，共有七集，每集片段長約十多分鐘，內容以搜羅世界各地奇人異士的超人力量、特異功能、非常怪行為主，令觀眾不但眼界大開，更可以增廣見聞。

#### “玄”来你要知
《“玄”来你要知》是教授玄学知识的小环节。由2009年8月22日起播出，每集长度约1分钟，通过陈晓华与司徒法正师傅之间的问答对话，让观众了解更多玄学方面的知识。

### 第七代

#### 恐怖密室
《恐怖密室》是怪谈09年11月改革之后的全新系列清谈节目，由2010年1月2日起播出。节目由余思敏、陈晓华共同主持，每集会邀请相关嘉宾上台讨论分享灵异话题。

### 2010年代

#### 靈異直播
2011年8月，《怪談》停播一年後復播，全新環節《死亡預告》由梁思浩、譚凱琪共同演出，以戲劇形式演出不同的死亡方法。

#### 遊客止步
2012年，全新環節《異秀鬥室》由一班異秀輪流獨自入住凶宅作出體驗。

#### 鬼之咒．東瀛13
《妖怪百物語》

### 2020年代

#### 經典．怪談
節目改於免費頻道香港開電視，2020年2月16日至8月17日播放，重新包裝2011年至2015年期間製作及播映的《怪談》集數。

#### 異動中
2020年8月23日至2021年1月10日播放，是《怪談》相隔五年重新製作的系列。本輯受疫情影響不能出外拍攝，故以全新形式，與美國、泰國及緬甸等8地的「靈探KOL」透過視像一起探靈。

#### 一路好走
2021年10月2日至2022年7月23日播放，共41集，由關寶慧及AP主持。本輯不設廠景，節目主持及觀眾每集到香港不同的靈異地點靈探。

## 每集主題列表
以下為2006年1月7日起每集的主題：

### 2006年
| 播放日期 | 娛樂圈不思議手記         | 娛樂圈不思議手記         | 其他內容                                                                      |
| 1月7日   | 娛樂圈                   | 翁美玲                   |                                                                               |
| 1月14日  | 娛樂圈                   | 鍾保羅                   |                                                                               |
| 1月21日  | 娛樂圈                   | 犀照 徐小明              |                                                                               |
| 2月18日  | 娛樂圈                   | 罗石青                   |                                                                               |
| 2月25日  | 娛樂圈                   | 古堡魅影                 |                                                                               |
| 3月4日   | 娛樂圈                   | 陳寶蓮                   |                                                                               |
| 3月11日  | 娛樂圈                   | 簡而清                   |                                                                               |
| 3月18日  | 娛樂圈                   | 余經緯                   |                                                                               |
| 3月25日  | 娛樂圈                   | 李小龍                   | 討論泰國四面佛遭刑毀事件                                                      |
| 播放日期 | 泰北不思議手記           | 泰北不思議手記           | 其他內容                                                                      |
| 4月1日   | 泰北                     | 活人祭                   | 怪談熱線： 怪談大改革，有觀眾發現廠景內出現靈異現象，更即時致電熱線反映。     |
| 4月8日   | 泰北                     | 芳魂血泪                 | 靈異照片： 上週於錄映廠內出現的靈異現象——觀眾發現梁思浩背後浮現疑似「人頭」。 |
| 4月15日  | 泰北                     | 凶屋夜惊魂               |                                                                               |
| 4月22日  | 泰北                     | 蚀魂蛊毒                 |                                                                               |
| 4月29日  | 泰北                     | 馬神鬼夫                 |                                                                               |
| 5月6日   | 泰北                     | 古洞惊心                 |                                                                               |
| 5月13日  | 泰北                     | 降灵大会                 |                                                                               |
| 5月20日  | 泰北                     | 请鬼上身                 |                                                                               |
| 5月27日  | 泰北                     | 大梵重生                 | 播放泰國四面佛重新開光片段                                                    |
| 6月3日   | 泰北                     | 鬼仔凶降                 |                                                                               |
| 6月10日  | 泰北                     | 蜡泪驱邪                 |                                                                               |
| 播放日期 | 神州不思議手記           | 神州不思議手記           | 其他內容                                                                      |
| 6月17日  | 神州                     | 神鬼莫测                 |                                                                               |
| 6月24日  | 神州                     | 地府亡灵                 |                                                                               |
| 播放日期 | 台湾不思議手記           | 台湾不思議手記           | 其他內容                                                                      |
| 7月1日   | 台湾                     | 阴阳判‧八家将            |                                                                               |
| 7月8日   | 台湾                     | 冥府神兵                 |                                                                               |
| 7月15日  | 台湾                     | 梁思浩助手撞邪经历       |                                                                               |
| 7月22日  | 台湾                     | 桃園猛鬼地拍摄到幽灵片段 |                                                                               |
| 7月29日  | 台湾                     | 前世今生之謎             |                                                                               |
| 8月5日   | 台湾                     | 女罗汉‧观落阴            |                                                                               |
| 8月12日  | 台湾                     | 狐纵媚影                 |                                                                               |
| 8月19日  | 台湾                     | 怒海灵迹                 |                                                                               |
| 8月26日  | 台湾                     | 嘉义民雄鬼屋             |                                                                               |
| 播放日期 | 马来西亚砂拉越不思議手記 | 马来西亚砂拉越不思議手記 | 其他內容                                                                      |
| 9月2日   | 马来西亚砂拉越           | 恶城夜鬼                 |                                                                               |
| 9月9日   | 马来西亚砂拉越           | 古树精灵                 |                                                                               |
| 9月16日  | 马来西亚砂拉越           | 凶屋见鬼                 |                                                                               |
| 9月23日  | 马来西亚砂拉越           | 獵头惊魂                 |                                                                               |
| 9月30日  | 马来西亚砂拉越           | 骷骨魅影                 |                                                                               |
| 10月7日  | 马来西亚砂拉越           | 死湖鬼洞                 |                                                                               |
| 10月14日 | 马来西亚砂拉越           | 神冢魅影                 |                                                                               |
| 播放日期 | 南洋不思議手記           | 南洋不思議手記           | 其他內容                                                                      |
| 10月21日 | 南洋                     | 日军凶灵                 |                                                                               |
| 10月28日 | 南洋                     | 巫蛊道术                 |                                                                               |
| 11月4日  | 南洋                     | 亞庇市厉鬼               |                                                                               |
| 11月11日 | 南洋                     | 毛律神石                 |                                                                               |
| 11月18日 | 南洋                     | 诗巫冤灵                 |                                                                               |
| 11月25日 | 南洋                     | 死亡习俗                 |                                                                               |
| 12月2日  | 南洋                     | 捉鬼神兵                 |                                                                               |
| 12月9日  | 南洋                     | 古晋神医                 |                                                                               |
| 12月16日 | 南洋                     | 鳄鱼巫师                 |                                                                               |
| 12月23日 | 南洋                     | 夺命死河                 |                                                                               |
| 12月30日 | —                        | —                        | 2006最惊吓片段选举                                                            |

### 2007年
| 播放日期 | 布吉不思議手記     | 布吉不思議手記          | 其他內容 |
| 1月6日   | 布吉               | 神乩烈火‧九皇诞         | |
| 1月13日  | 布吉               | 神乩烈火‧九皇诞         | |
| 播放日期 | 不思议自由行       | 不思议自由行            | 其他內容 |
| 1月20日  | 不思议自由行       | 点将录                  | |
| 1月27日  | 不思议自由行       | 点将录                  | |
| 2月3日   | 不思议自由行       | 终极测试                | |
| 3月10日  | 不思议自由行       | 终极测试 答问大会       | |
| 3月17日  | 不思议自由行       | 终极测试 答问大会       | |
| 播放日期 | 六人夜話           | 六人夜話                | 其他內容 |
| 3月24日  | 上水某傳聞鬼工場   | 六人夜話]               | |
| 3月31日  | 上水某傳聞鬼工場   | 六人夜话                | |
| 4月7日   | 上水某傳聞鬼工場   | 六人夜话                | |
| 播放日期 | 臺灣不思議手記     | 臺灣不思議手記          | 其他內容 |
| 4月14日  | 台灣               | 地獄幽靈                | 靈異錄像： 清遠疑似樹精片段——夜幕下一團外形酷似「Ｑ太郎」的白影由一棵樹下向上加速飛上天空。                                                           |
| 4月21日  | 台灣               | 鬼府芳魂之許瑋倫        | |
| 4月28日  | 台灣               | 猛鬼游樂場              | 討論民間增運方法 |
| 5月5日   | 台灣               | 茅山鬼府                | |
| 5月12日  | 台灣               | 紅線寶盒                | |
| 5月19日  | 台灣               | 殭屍鬼城                | |
| 5月26日  | 台灣               | 龍袍濟公                | |
| 6月2日   | 台灣               | 冥府輪迴                | 靈異錄像： 疑似不明飛行物體（UFO）片段。 |
| 6月9日   | 台灣               | 再闖桃園猛鬼地（一）    | 靈異照片： 九巴長跑隊員於第十一屆「公益金慈善馬拉松」比賽後影大合照，照片上只有十五個人，但卻出現十六對腳。                                           |
| 6月16日  | 台灣               | 再闖桃園猛鬼地（二）    | 靈異照片： 澄清上週的靈異照片乃人為疏忽導致 |
| 播放日期 | 泰寮邊境不思議手記 | 泰寮邊境不思議手記      | 其他內容 |
| 6月23日  | 泰寮邊境           | 攝製隊死亡之旅          | |
| 6月30日  | 泰寮邊境           | 廊開凶魂                | |
| 7月7日   | 泰寮邊境           | 山中神廟                | 簡信回師傅進行法事片段 靈異照片： 1. 錄映廠內出現靈異現象——觀眾發現梁思浩背後的佈景浮現兩個疑似「人頭」。 2. 觀眾家裏做法事期間出現疑似「鬼仔」影像。 |
| 7月14日  | 泰寮邊境           | 厲鬼工場                | |
| 7月22日  | 泰寮邊境           | 隱世靈巫                | |
| 7月28日  | 泰寮邊境           | 凶房640                 | |
| 8月4日   | 泰寮邊境           | 蛇神‧飛針降             | |
| 8月11日  | 泰寮邊境           | 奪命公路                | |
| 8月18日  | 泰寮邊境           | 鬼門凶煞                | |
| 播放日期 | 境內探靈           | 境內探靈                | 其他內容 |
| 8月25日  | 藍地水塘           | 盂蘭絕地                | |
| 播放日期 | 泰柬邊境不思議手記 | 泰柬邊境不思議手記      | 其他內容 |
| 9月1日   | 泰柬邊境           | 與鬼同眠                | |
| 9月8日   | 泰柬邊境           | 猛鬼纏眠                | |
| 9月15日  | 泰柬邊境           | 巫咒心魔                | |
| 9月22日  | 泰柬邊境           | 凶地杯靈                | |
| 9月29日  | 泰柬邊境           | 月經邪降                | |
| 10月6日  | 泰柬邊境           | 異域怪潭                | |
| 10月13日 | 泰柬邊境           | 百歲奇人                | |
| 10月20日 | 泰柬邊境           | 咫尺孤魂                | |
| 10月27日 | 泰柬邊境           | 佛國靈跡                | 《檳城不思議手記》預告 |
| 11月3日  | 泰柬邊境           | 凶魘輪迴                | |
| 播放日期 | 檳城不思議手記     | 檳城不思議手記          | 其他內容 |
| 11月10日 | 檳城               | 小盈瀛魂歸何處（一）    | 怪談 Fan Club 成立大典片段 |
| 11月17日 | 檳城               | 小盈瀛魂歸何處（二）    | |
| 11月24日 | 檳城               | 別了小盈瀛              | 為小盈瀛進行安魂祝福法事片段 |
| 12月1日  | 檳城               | 回望小盈瀛              | |
| 12月8日  | 檳城               | 鬼哭神號                | |
| 12月15日 | 檳城               | 無常夜哭                | |
| 12月22日 | 檳城               | 百年凶宅‧攝製隊九死一生 | |
| 播放日期 | 泰南合艾不思議手記 | 泰南合艾不思議手記      | 其他內容 |
| 12月29日 | 泰南合艾           | 皇船甘露                | |

### 2008年
| 播放日期 | 泰南合艾不思議手記 | 泰南合艾不思議手記              | 其他內容 |
| 1月5日   | 泰南合艾           | 妖夜尋魂                        | |
| 1月12日  | 泰南合艾           | 血盆鬼胎                        | |
| 播放日期 | 觀眾個案           | 觀眾個案                        | 其他內容 |
| 1月19日  | 香港觀眾個案       | 奪舍                            | |
| 1月26日  | 香港觀眾個案       | 绝命之数                        | |
| 播放日期 | 笑談               | 笑談                            | 其他內容 |
| 2月2日   | 笑談鼠年迎大運     | 笑談鼠年迎大運                  | |
| 2月9日   | 笑談鼠年接財神     | 笑談鼠年接財神                  | |
| 2月16日  | 笑談鼠年迎桃花     | 笑談鼠年迎桃花                  | |
| 播放日期 | 日本不思議手記     | 日本不思議手記                  | 其他內容 |
| 2月23日  | 日本               | 日本不思議手記前奏              | |
| 3月1日   | 日本               | 自殺森林（青木ヶ原樹海）        | |
| 3月8日   | 日本               | 焚城咒怨（八王子城跡）          | |
| 3月15日  | 日本               | 琴聲魅影（富士酒店）            | |
| 3月22日  | 日本               | 怒川死靈（神流湖）              | |
| 3月29日  | 日本               | 怨塚刑場——萬人斬 （鈴ヶ森刑場） | |
| 播放日期 | 大馬不思議手記     | 大馬不思議手記                  | 其他內容 |
| 4月5日   | 大馬               | 大馬不思議手記前奏              | 警界靈訊 File No.1——猛鬼女學堂 |
| 4月12日  | 大馬               | 義塚驚魂                        | 警界靈訊 File No.2——猛鬼拘留倉 |
| 4月19日  | 大馬               | 異度停屍間                      | 警界靈訊 File No.3——壽司店驚魂 |
| 4月26日  | 大馬               | 絕地危樓                        | 警界靈訊 File No.4——靈‧感應 |
| 5月3日   | 大馬               | 妖魅蕉林                        | 警界靈訊 File No.5——鬼證人 |
| 5月10日  | 大馬               | 夢魂骷髏                        | 警界靈訊 File No.6——警魂不息 |
| 5月17日  | 大馬               | 獅城纏魂                        | 警界靈訊 File No.7——魂斷石澳 |
| 播放日期 | 菲律宾不思议手记   | 菲律宾不思议手记                | 其他內容 |
| 5月24日  | 菲律宾             | 菲律宾不思议手记前奏            | 警界靈訊 File No.8——斷頭布偶 |
| 5月31日  | 菲律宾             | 血腥受难曲（一）                | 警界靈訊 File No.9——快活谷亡魂 |
| 6月7日   | 菲律宾             | 血腥受难曲（二）                | 警界靈訊 File No.10——鬼鏡 |
| 6月14日  | 菲律宾             | 禁地驚魂                        | 警界靈訊 File No.11——烈火冤魂 |
| 6月21日  | 菲律宾             | 古宅鬼影                        | 警界靈訊 File No.12——紅衣厲鬼 靈異錄音： 播放山魅聲帶（由陳德彰提供）。 |
| 6月28日  | 菲律宾             | 奇醫·驅魔人                     | 警界靈訊 File No.13——殺警 怪談熱線： 有觀眾回應謂深宵時分聽過類似山魅的吼叫聲音。 |
| 7月5日   | 菲律宾             | 靈跡凶兆                        | 靈異照片： 1. 該集不思議手記拍攝中途攝得一張疑似「人頭」照。 2. 西九龍某逾百層高興建中商廈的第一百層樓上一條柱表面出現疑似「狐仙」。                                                           |
| 7月12日  | 菲律宾             | 義山奇墳                        | 新環節《屍前‧死後》預告篇 靈異照片： 1. 再談疑似「狐仙」照——「狐仙」的頭部上方有一疑似「人頭」。 2. 怪談往上水流水響某荒廢村屋拍攝宣傳片，當梁思浩撒「溪錢」時背後牆壁浮現疑似「火蠋鬼」白影。 |
| 播放日期 | 觀眾個案           | 觀眾個案                        | 其他內容 |
| 7月19日  | 香港觀眾個案       | 冤鬼索命                        | 靈異照片： 1. 去年十二月一英國家庭外遊途中於郵輪上攝得一疑似「水鬼」照。 2. 月圓之夜有人於馬來西亞攝得一疑似「小孩靈體」於遊樂場內玩耍。                                                       |
| 播放日期 | 屍前‧死後          | 屍前‧死後                       | 其他內容 |
| 7月26日  | 前奏               | 前奏                            | |
| 8月2日   | 壽衣·壽相          | 壽衣·壽相                       | |
| 8月9日   | 升官發財           | 升官發財                        | |
| 8月16日  | 安靈·祭禮          | 安靈·祭禮                       | |
| 8月23日  | 回魂夜             | 回魂夜                          | |
| 8月30日  | 先人上妝           | 先人上妝                        | |
| 9月6日   | 守夜               | 守夜                            | |
| 9月13日  | 大殮               | 大殮                            | |
| 9月20日  | 入土為安           | 入土為安                        | |
| 9月27日  | 應紅讌             | 應紅讌                          | |
| 播放日期 | 觀眾個案           | 觀眾個案                        | 其他內容 |
| 10月4日  | 大馬真實個案       | 連環凶劫                        | 靈異照片： 1. 日本古老靈異照片。 2. 台灣火鍋店拍得疑似靈體。 |
| 播放日期 | 陰陽師不思議手記   | 陰陽師不思議手記                | 其他內容 |
| 10月11日 | 陰陽師             | 陰陽師不思議手記前奏            | 介紹罕有聖物——流鐵 |
| 10月18日 | 陰陽師             | 死亡實習                        | |
| 10月25日 | 陰陽師             | 流鐵凶兆                        | |
| 11月1日  | 陰陽師             | 神咒符通                        | |
| 11月8日  | 陰陽師             | 邪降摧花                        | |
| 11月15日 | 陰陽師             | 暹邏血紋身                      | |
| 播放日期 | 亞庇不思議手記     | 亞庇不思議手記                  | 其他內容 |
| 11月22日 | 亞庇               | 亞庇不思議手記前奏              | |
| 11月29日 | 亞庇               | 勾魂鬼湖                        | |
| 12月6日  | 亞庇               | 邪煉毒蠱                        | |
| 12月13日 | 亞庇               | 情降凶劫                        | |
| 12月20日 | 亞庇               | 奪魄墓場                        | |
| 12月27日 | 亞庇               | 口降神巫                        | |

### 2009年
| 播放日期 | 亞庇不思議手記           | 亞庇不思議手記           | 其他內容 | 嘉賓                                 |
| 1月3日   | 亞庇                     | 鬼廈收魂                 | | 簡信回師傅                           |
| 1月10日  | 亞庇                     | 天眼圓光術               | | 皓云師傅                             |
| 播放日期 | 笑談                     | 笑談                     | 其他內容 | 嘉賓                                 |
| 1月17日  | 笑談迎春大掃除           | 笑談迎春大掃除           | | 皓云師傅、馬君程老師、林千博師傅     |
| 1月24日  | 笑談開運迎金牛           | 笑談開運迎金牛           | | 林千博師傅、麥玲玲師傅、司徒法正師傅 |
| 1月31日  | 笑談金牛迎財運           | 笑談金牛迎財運           | | 司徒法正師傅、馬君程老師、皓云師傅   |
| 2月7日   | 笑談金牛迎桃花           | 笑談金牛迎桃花           | | 簡信回師傅、麥玲玲師傅、司徒法正師傅 |
| 播放日期 | 香港不思議手記           | 香港不思議手記           | 其他內容 | 嘉賓                                 |
| 2月14日  | 香港                     | 陰靈奪舍                 | | 簡信回師傅                           |
| 2月21日  | 香港                     | 邪降雙修                 | | 馬君程老師                           |
| 2月28日  | 香港                     | 狐仙‧象神                | | 林千博師傅                           |
| 3月7日   | 香港                     | 失魂                     | | 司徒法正師傅                         |
| 3月14日  | 香港                     | 科學探靈                 | | 皓云師傅、卓飛、Jenny                |
| 3月21日  | 香港                     | 請鬼                     | | 簡信回師傅                           |
| 3月28日  | 香港                     | 跟蹤UFO                  | | 皓云師傅、卓飛、Jenny                |
| 4月4日   | 香港                     | “墓”轉乾坤               | | 司徒法正師傅                         |
| 播放日期 | 奇人詭異檔案             | 奇人詭異檔案             | 其他內容 | 嘉賓                                 |
| 4月11日  | 落神                     | 落神                     | | 司徒法正師傅                         |
| 4月18日  | 吸鐵老人                 | 吸鐵老人                 | | 林千博師傅                           |
| 4月25日  | 嬰靈祭                   | 嬰靈祭                   | | 馬君程老師                           |
| 5月2日   | 動物通靈術               | 動物通靈術               | | 皓云師傅                             |
| 5月9日   | 續命                     | 續命                     | | 簡信回師傅                           |
| 5月16日  | 神數逆命                 | 神數逆命                 | | 馬君程老師                           |
| 5月23日  | 連環墓劫                 | 連環墓劫                 | | 司徒法正師傅                         |
| 播放日期 | 獄門道不思議手記         | 獄門道不思議手記         | 其他內容 | 嘉賓                                 |
| 5月30日  | 怡保                     | 獄門道不思議手記前奏     | | 司徒法正師傅、廖东成師傅             |
| 6月6日   | 怡保                     | 佛陀鬼道                 | | 馬君程老師                           |
| 6月13日  | 怡保                     | 降魂咒                   | | 司徒法正師傅                         |
| 6月20日  | 怡保                     | 藤鞭滅障                 | | 簡信回師傅                           |
| 6月27日  | 怡保                     | 豬仙運財                 | | 林千博師傅                           |
| 7月4日   | 金山市、槟城             | 神醫鼻龍                 | | 司徒法正師傅                         |
| 7月11日  | 槟城                     | 侯王大聖                 | | 皓云師傅                             |
| 7月18日  | 槟城                     | 鬼嶽鳴動                 | | 林千博師傅                           |
| 7月25日  | 槟城                     | 陰煞閰羅殿               | | 司徒法正師傅                         |
| 播放日期 | 觀眾個案                 | 觀眾個案                 | 其他內容 | 嘉賓                                 |
| 8月1日   | 香港                     | 靈性迴溯治療             | 电话访问雨夜屠夫案关键证人，独家揭露林过云被怀疑的经过。                                                           | 簡信回師傅                           |
| 8月8日   | 香港                     | 安墓尋龍                 | | 皓云師傅                             |
| 播放日期 | 攝製隊不思議手記         | 攝製隊不思議手記         | 其他內容 | 嘉賓                                 |
| 8月15日  | 香港                     | 怪談13年                 | 首次出现冠名商（数集后没再出现）及公佈怪談電影消息                                                                 | 司徒法正師傅                         |
| 8月22日  | 泰國                     | 執屍驚魂                 | 首次播出“玄”来你要知                                                                                               | 司徒法正師傅、林千博師傅             |
| 8月29日  | 東南亞                   | 巫降錄                   | | 司徒法正師傅                         |
| 9月5日   | 東南亞                   | 招魂塚                   | | 司徒法正師傅                         |
| 播放日期 | 印尼加里曼丹島不思議手記 | 印尼加里曼丹島不思議手記 | 其他內容 | 嘉賓                                 |
| 9月12日  | 马印边境                 | 破肚驅邪                 | | 司徒法正師傅                         |
| 9月19日  | 大马古晋                 | 降神噬                   | | 簡信回師傅                           |
| 9月26日  | 加里曼丹島               | 獵頭記                   | | 馬君程老師                           |
| 10月3日  | 加里曼丹島               | 皇族聖巫                 | | 簡信回師傅                           |
| 10月10日 | 加里曼丹島               | 天將乩門                 | | 林千博師傅                           |
| 10月17日 | 加里曼丹島               | 菜籃仙                   | | 司徒法正師傅                         |
| 10月24日 | 加里曼丹島               | 黑巫咒降                 | | 林千博師傅                           |
| 10月31日 | 加里曼丹島               | 封魂誕                   | | 馬君程老師                           |
| 播放日期 | 泰國不思議手記           | 泰國不思議手記           | 其他內容 | 嘉賓                                 |
| 11月7日  | 泰国                     | 巨頭怪嬰                 | 电话访问：陈彦行                                                                                                   | 冯宜亮医生（电话访问）               |
| 11月14日 | 泰国                     | 神腳國醫                 | 电话访问：DJ白原颢                                                                                                 | 无                                   |
| 11月21日 | 泰国                     | 愛滋禍                   | 电话访问：A小姐（𡃁模求轉運被騙財騙色案知情人）                                                                    | 无                                   |
| 11月28日 | 泰国                     | 運財古曼童               | 电话访问：Ben（怪谈驻海外工作人员）、慕鸣（大马民生报记者），介绍「巨頭怪嬰」中小孩近况及筹款事宜 电话访问：祝文君 | 无                                   |
| 12月5日  | 泰国                     | 乾屍咒                   | 电话访问：李丽蕊                                                                                                   | 无                                   |
| 12月12日 | 泰国                     | 百神降                   | 电话访问：DJ贵花田                                                                                                 | 无                                   |
| 12月19日 | 泰国                     | 毒魔                     | 电话访问：香港小虎队成员胡渭康                                                                                     | 无                                   |
| 12月26日 | 泰国                     | 神燕古廟                 | 1.梁思浩告別作 2.电话访问：張錦程（梁思浩第一次參與的有線電視節目由他主持）                                        | 无                                   |

### 2010年
| 播放日期 | 恐怖密室       | 其他內容                                                                                         | 嘉賓                       |
| 1月2日   | 十年惊港猛鬼地 | 彻底完成09年11月开始的改革，节目以新面貌示人。 1.余思敏、陈晓华同台主持 2.新节目《恐怖密室》首播 | 潘绍聪、Stephen Wong       |
| 1月9日   | 凶宅           |                                                                                                  | 潘绍聪、Dave               |
| 1月16日  | 妖             |                                                                                                  | 潘绍聪、蓝秀朗             |
| 1月23日  | 鬼卜神號       |                                                                                                  | 潘绍聪、曾理清             |
| 1月30日  | 未日預言       |                                                                                                  | 潘绍聪、刘六、卓飞         |
| 播放日期 | 笑談           | 其他內容                                                                                         | 嘉賓                       |
| 2月6日   | 笑談迎春大掃除 |                                                                                                  | 张文慈、李丞责             |
| 2月13日  | 笑談開運迎金虎 |                                                                                                  | 唐宁、李丞责、梁琤、伍允龙 |
| 2月20日  | 笑談金虎迎財運 |                                                                                                  | 吴文忻、麦玲玲             |
| 2月27日  | 笑談金虎迎桃花 | 此之後怪谈停播，有線電視没有在节目内公布                                                         | Melody、麦玲玲、Yumi       |

### 2011年
| 播放日期 | 靈異直播                  | 其他內容                                                                                             | 嘉賓                              |
| 8月13日  | 奪命曹公潭                | 停播一年後復播，星期六晚（星期日凌晨）12時播出 本輯主持：梁思浩、可宜、譚凱琪 新環節《死亡預告》失魂 | 陳譽之                            |
| 8月20日  | 荃灣墳場招魂              | 死亡預告：聞到棺材香                                                                                 | 簡信回                            |
| 8月27日  | 八鄉荒廢骨灰場            | 死亡預告：面帶死灰                                                                                   | 陳譽之                            |
| 9月3日   | 吊頸嶺鬼屋                | | 簡信回                            |
| 9月10日  | 《遊魂惹鬼》猛鬼屋凶靈    | 泰國外景主持：可宜；死亡預告：转死性                                                                 | 麥玲玲                            |
| 9月17日  | 《遊魂惹鬼》嬰屍          | 死亡預告：梦会故亲                                                                                   | 陳譽之                            |
| 9月24日  | 《遊魂惹鬼》舞台魅影      | | 簡信回                            |
| 10月1日  | 《遊魂惹鬼》墓塚疑魂      | 死亡預告：见鬼                                                                                       | 陳譽之                            |
| 10月8日  | 觀眾求助個案 - 驅鬼       | 死亡預告：蛇蟲接近                                                                                   | 簡信回                            |
| 10月15日 | 觀眾求助個案 - 貨倉捉鬼   | | 陳譽之                            |
| 10月22日 | 大埔猛鬼橋                | | 簡信回                            |
| 10月29日 | 鑽石山墳場                | | 陳譽之                            |
| 11月5日  | 神打                      | 死亡預告：鬼迷心窍                                                                                   | 簡信回                            |
| 11月12日 | 西貢黃竹洋                | 播放時間改回星期六晚11時                                                                             | 陳譽之                            |
| 11月19日 | 華富村猛鬼瀑布            | | 簡信回                            |
| 11月26日 | 狐仙傳奇（飛鵝山百花林）  | | 陳譽之、林千博、陳運來、Ice、Elke |
| 12月3日  | 《引靈同渡》十年怨靈 (上) | 馬來西亞外景主持：梁思浩、譚凱琪                                                                     | 簡信回                            |
| 12月10日 | 《引靈同渡》十年怨靈 (下) | | 簡信回                            |
| 12月17日 | 《引靈同渡》泰國．大鬼    | 泰國外景主持：周梓盈                                                                                 | 陳譽之                            |
| 12月24日 | 《引靈同渡》破降移魂      | | 簡信回                            |
| 12月31日 | 《引靈同渡》五毒對決      | | 陳譽之                            |

### 2012年
| 播放日期 | 靈異直播                                       | 其他內容                                                         | 嘉賓                                                       |
| 1月7日   | 《引靈同渡》噬魂宅                             |                                                                  | 簡信回                                                     |
| 1月14日  | 《引靈同渡》泰國．誘魂血咒                     |                                                                  | 陳譽之                                                     |
| 1月21日  | 《怪談．升官發財》                             |                                                                  | 簡信回                                                     |
| 1月28日  | 《怪談．花枝招展》                             |                                                                  | 陳譽之                                                     |
| 播放日期 | 靈搜奇                                         | 其他內容                                                         | 嘉賓                                                       |
| 2月4日   | 香港無助怨靈林釗先 (上)                        | 本輯主持：梁思浩、可宜、譚凱琪                                   | 簡信回                                                     |
| 2月11日  | 香港無助怨靈林釗先 (下)                        |                                                                  | 簡信回                                                     |
| 2月18日  | 台灣通靈奇人沈平山                             | 本輯外景主持：周梓盈                                             | 陳譽之                                                     |
| 2月25日  | 台灣靈蛇陰廟                                   |                                                                  | 馬君程                                                     |
| 3月3日   | 廣州邪地瘦狗嶺                                 |                                                                  | 簡信回                                                     |
| 3月10日  | 東北狐仙奇人驅打靶鬼                           | 第六至九集主持：張學潤、謝芷蕙                                   | 林千博                                                     |
| 3月17日  | 高雄白沙灣遊魂仙姑                             |                                                                  | 陳譽之                                                     |
| 3月24日  | 大馬、台灣神將乩童                             |                                                                  | 簡信回                                                     |
| 3月31日  | 大陸道術定身法。仙人扶梯                       |                                                                  | 林千博                                                     |
| 播放日期 | 異秀戰                                         | 其他內容                                                         | 嘉賓                                                       |
| 4月7日   | 十位異秀探靈粉嶺蝴蝶山                         | 本輯主持：梁思浩、岑寶兒                                         |                                                            |
| 4月14日  | 異秀困獸鬥挑戰鬼上身                           |                                                                  | 簡信回                                                     |
| 4月21日  | 異秀惠陽感受殯儀最後美麗                       |                                                                  | 皓                                                         |
| 4月28日  | 香港陰地摩星嶺邪蠱血咒                         |                                                                  | 陳譽之                                                     |
| 5月5日   | 異秀挑戰惠州墓園禁忌                           |                                                                  | 皓                                                         |
| 5月12日  | 香港猛鬼黃竹洋村倩女引魂                       |                                                                  | 李法銓                                                     |
| 5月19日  | 香港奪命曹公潭                                 |                                                                  | 陳譽之                                                     |
| 5月26日  | 香港調景嶺祭鬼                                 |                                                                  | 馬君程                                                     |
| 6月2日   | 惠州墓園陽人陰宅                               |                                                                  | 蘇志宗                                                     |
| 6月9日   | 大埔松仔園猛鬼橋碟仙賭局                       |                                                                  | 七仙羽                                                     |
| 6月16日  | 惠州陵園超渡先人法事                           |                                                                  | 皓                                                         |
| 6月23日  | 香港鑽石山墳場祭幽                             |                                                                  | 林千博                                                     |
| 6月30日  | 香港猛鬼地城門戰壕                             |                                                                  | 簡信回                                                     |
| 7月7日   | 十位異秀進入淘汰戰                             |                                                                  |                                                            |
| 7月14日  | 《死亡習作》問米、林錦公路尾班車、鬼上身       |                                                                  | 李法銓、陳譽之                                             |
| 7月21日  | 《死亡習作》小濠灣引靈、蝴蝶山入殮、藍地鯉魚精 |                                                                  | 蘇志宗、皓                                                 |
| 7月28日  | 《死亡習作》飛蛾附身、假死黑魔法、曹公潭招魂   |                                                                  | 林千博、馬君程                                             |
| 8月4日   | 《死亡習作》汀九村死亡習作、遊地獄、興富街鬼屋 |                                                                  | 七仙羽、簡信回                                             |
| 8月11日  | 異秀生死決戰                                   |                                                                  | 蘇志宗、皓云、林千博、馬君程、七仙羽、李法銓、簡信回、陳譽之 |
| 播放日期 | 盂蘭怪談.至邪飯局                              | 其他內容                                                         | 嘉賓                                                       |
| 8月18日  | 靈媒鈴姐問米找到羅君左                         |                                                                  |                                                            |
| 8月26日  | 靈媒鈴姐問米找新馬師僧                         |                                                                  |                                                            |
| 9月1日   | 靈媒何仁問米找鍾保羅坐下聊                     |                                                                  | 麥麗紅                                                     |
| 9月8日   | 靈媒李法詮問米找大家姐黃莎莉                   |                                                                  |                                                            |
| 9月15日  | 魏駿傑在大陸撞鬼                               |                                                                  | 簡信回                                                     |
| 播放日期 | 游客止步                                       | 其他內容                                                         | 嘉賓                                                       |
| 9月22日  | 馬來西亞．迷失高峰塔                           | 本輯主持：梁思浩、岑寶兒； 大馬外景主持：岑寶兒、古曼彤 (陳騫彤) | 簡信回                                                     |
| 9月29日  | 汕尾．廢虛凶井嬰靈生人勿近                     | 潮汕外景主持：岑寶兒、魔耳聞 (黃俊文)                            | 皓                                                         |
| 10月6日  | 大馬關丹．亡靈公路                             |                                                                  | 簡信回                                                     |
| 10月13日 | 潮汕．荒村孤魂                                 |                                                                  | 皓                                                         |
| 10月20日 | 大馬．不死女巫莫娜                             |                                                                  | 簡信回                                                     |
| 10月27日 | 潮汕．奪命義莊屍變                             |                                                                  | 皓                                                         |
| 11月3日  | 台灣．尋靈覓魅之旅                             | 台灣外景主持：岑寶兒、死神樂 (李偉樂)                            | 陳譽之                                                     |
| 11月10日 | 汕頭．海門港亂葬崗焚刀祭魂                     |                                                                  | 皓                                                         |
| 11月17日 | 台灣．尋靈覓魅之旅续集猛鬼九龙大厦             |                                                                  | 簡信回                                                     |
| 11月24日 | 大馬．追魂一点红                               |                                                                  | 簡信回                                                     |
| 12月1日  | 潮汕．容嬸神仙上身                             |                                                                  | 皓                                                         |
| 12月8日  | 台南．猛鬼杏林醫院                             |                                                                  | 蘇志宗                                                     |
| 12月15日 | 高雄．猛鬼遊樂場                               |                                                                  | 陳譽之                                                     |
| 12月22日 | 大馬．地獄無門之黑白無常                       |                                                                  | 簡信回                                                     |
| 12月29日 | 台北．三峽大豹溪奪命潭疑似水鬼                 |                                                                  | 林千博                                                     |

### 2013年
| 播放日期 | 鬼之咒．東瀛13                     | 其他內容                                      | 嘉賓                      |
| 3月2日   | 《自殺森林》(上)                   | 本輯主持：梁思浩、鬼仔達 (駱超逹)             | 簡信回、葉山豪            |
| 3月9日   | 《自殺森林》(中)                   |                                               | 蔡敏研、簡信回            |
| 3月16日  | 《自殺森林》(下)                   |                                               | Chole、簡信回             |
| 3月23日  | 《曼陀羅堂跡》                     |                                               | 鄭嘉怡、皓                |
| 3月30日  | 《草莓牛奶》                       |                                               | 鄭嘉怡、NIA、皓           |
| 4月6日   | 《活魚》                           |                                               | 鄭嘉怡、Mihana、簡信回    |
| 4月13日  | 《明野劇場》(上)                   |                                               | Ya Ya、皓                 |
| 4月20日  | 《明野劇場》(下)                   |                                               | 文師兄、皓                |
| 4月27日  | 《富士山酒店怪奇事件簿》(上)       |                                               | Lily、簡信回              |
| 5月4日   | 《富士山酒店怪奇事件簿》(下)       |                                               | 簡信回、鄭嘉怡            |
| 5月11日  | 《觀音崎之通靈樂曲》               |                                               | 陳芷敏、皓                |
| 5月18日  | 《觀音崎隧道》及《清水慘殺屋》(上) |                                               | 文師兄、皓                |
| 5月25日  | 《清水慘殺屋》(下)                 |                                               | Bella、Moona (林依錡)、皓 |
| 播放日期 | 怪談2013                           | 其他內容                                      | 嘉賓                      |
| 6月1日   | 鑽石山猛鬼墳場                     | 本輯主持：梁思浩、岑寶兒                      | 簡信回                    |
| 6月8日   | 曹公潭祭精                         |                                               | 張芯薰                    |
| 6月15日  | 埃及蠍子巫術                       |                                               | 簡信回                    |
| 6月22日  | 猛鬼宿舍                           |                                               | 皓                        |
| 6月29日  | 新會求助個案                       |                                               | 皓                        |
| 7月6日   | 香港已故巨星凶宅招魂出亂子         |                                               | 簡信回                    |
| 7月13日  | 陰陽眼 (一)                        |                                               | 陳譽之                    |
| 7月20日  | 澳門真實個案惡靈取精洩陽奪舍       |                                               | 簡信回                    |
| 7月27日  | 陰陽眼 (二)                        |                                               | 林千博                    |
| 8月3日   | 中山求助個案                       |                                               | 簡信回                    |
| 8月10日  | 陰陽眼 (三)                        |                                               | 皓、文師兄                |
| 8月17日  | 香港求助個案 Jack (上)             |                                               | 簡信回                    |
| 8月24日  | 冥婚 (上)                          |                                               | 簡信回、B哥               |
| 8月31日  | 冥婚 (下)                          |                                               | 簡信回                    |
| 9月7日   | 香港求助個案 Jack (下)             | 改用新片頭                                    | 簡信回                    |
| 9月14日  | 《泰國不思議手記》皇族黑巫師 (上)  | 泰國外景主持：Moona (林依錡)、古曼彤 (陳騫彤) | 皓                        |
| 9月21日  | 《泰國不思議手記》皇族黑巫師 (下)  |                                               | 皓                        |
| 9月28日  | 《泰國不思議手記》夜探嬰屍廟       |                                               | 馬君程                    |
| 10月5日  | 《泰國不思議手記》曼谷鬼屋         |                                               | 簡信回                    |
| 10月12日 | 《泰國不思議手記》生人試葬、地獄門 |                                               | 張芯薰                    |
| 10月19日 | 廣州求助個案 (一)、(二)(上)        |                                               | 盛君、吳千語、簡信回      |
| 10月26日 | 廣州求助個案 (二)(下)              |                                               | 簡信回                    |
| 11月2日  | 廣州求助個案 (三－一家人見鬼)      |                                               | 簡信回                    |
| 11月9日  | 《大馬不思議手記》蒲種鬼屋         | 大馬外景主持：岑寶兒、古曼彤 (陳騫彤)         | 張芯薰                    |
| 11月16日 | 《大馬不思議手記》執金             |                                               | 皓                        |
| 11月23日 | 《大馬不思議手記》鄧普勒瀑布       |                                               | 林千博                    |
| 11月30日 | 《大馬不思議手記》神童慘殺屋       |                                               | 七仙羽                    |
| 12月7日  | 《大馬不思議手記》高腳屋女鬼       |                                               | 馬君程                    |
| 12月14日 | 廣東求助個案                       |                                               | 簡信回                    |
| 12月21日 | 清遠求助個案                       |                                               | 簡信回                    |
| 12月28日 | 廣州求助個案                       |                                               | 簡信回、Shadow            |

### 2014年
| 播放日期 | 有線靈異實錄                        | 其他內容                 | 嘉賓                                                                                          |
| 3月1日   | 《都市傳說》                        |                          |                                                                                               |
| 3月8日   | 《自殺之謎》                        |                          |                                                                                               |
| 3月15日  | 《人間蒸發》                        |                          |                                                                                               |
| 3月22日  | 《人體極限》                        |                          |                                                                                               |
| 3月29日  | 《死亡》                            |                          |                                                                                               |
| 播放日期 | 六魔女                              | 其他內容                 | 嘉賓                                                                                          |
| 4月5日   | 《魔女勇闖猛鬼墳場》(上)            | 本輯主持：梁思浩         | 簡信回                                                                                        |
| 4月12日  | 《魔女勇闖猛鬼墳場》(下)            |                          | 簡信回                                                                                        |
| 4月19日  | 《空宅探靈》(上)                    |                          | 皓                                                                                            |
| 4月26日  | 《空宅探靈》(下)                    |                          | 皓                                                                                            |
| 5月3日   | 《戰時遺跡招魂聚靈》(上)            |                          | 張芯薰                                                                                        |
| 5月10日  | 《戰時遺跡招魂聚靈》(下)            |                          | 張芯薰                                                                                        |
| 5月17日  | 《佛壇考驗》                        |                          | 陳譽之                                                                                        |
| 5月24日  | 《荒島試膽》(上)                    |                          | 皓                                                                                            |
| 5月31日  | 《荒島試膽》(下)                    |                          | 皓                                                                                            |
| 6月7日   | 《終極考驗》                        |                          | 皓                                                                                            |
| 播放日期 | 十三冤案                            | 其他內容                 | 嘉賓                                                                                          |
| 6月14日  | 《鏹水殺妻》                        | 本輯主持：梁思浩、劉玉翠 | 簡信回                                                                                        |
| 6月21日  | 《前生冤今世還》                    |                          | 張芯薰                                                                                        |
| 6月28日  | 《活人祭鬼王》(上)                  |                          | 簡信回                                                                                        |
| 7月5日   | 《活人祭鬼王》(下)+《車禍尋冤》(上) |                          | 簡信回                                                                                        |
| 7月12日  | 《車禍尋冤》(下)                    |                          | 簡信回                                                                                        |
| 7月19日  | 《二十四冤魂》(Ulu Yam Baharu)      |                          | 張芯薰                                                                                        |
| 7月26日  | 《二十年邪降》(上)                  |                          | 張芯薰                                                                                        |
| 8月2日   | 《二十年邪降》(下)                  |                          | 張芯薰                                                                                        |
| 8月9日   | 《盂蘭盛匯》                        |                          | 簡信回、魔耳聞 (黃俊文)、鬼仔達 (駱超逹)、古曼彤 (陳騫彤)、YoYo、Carmen、Creamy、文師兄、Meow |
| 8月16日  | 《血的控訴》(吉隆坡猛鬼學校)        |                          | 張芯薰                                                                                        |
| 8月23日  | 《綁票》                            |                          | 簡信回                                                                                        |
| 8月30日  | 《凶靈惡兆》                        |                          | 簡信回                                                                                        |
| 9月6日   | 《隔世相随》                        |                          | 張芯薰                                                                                        |
| 播放日期 | 落你降頭                            | 其他內容                 | 嘉賓                                                                                          |
| 9月13日  | 《以身試降》                        | 本輯主持：梁思浩、王寶寶 | 張芯薰                                                                                        |
| 9月20日  | 《地獄鬼降》                        |                          | 伍超群                                                                                        |
| 9月27日  | 《蠱毒情降》(上)                    |                          | 簡信回                                                                                        |
| 10月4日  | 《蠱毒情降》(下)                    |                          | 張芯薰                                                                                        |
| 10月11日 | 《降頭師之死》                      |                          | 張芯薰                                                                                        |
| 10月18日 | 《畸形釘降》(牛皮降)                |                          | 伍超群                                                                                        |
| 10月25日 | 《屍降人頭骨》(上)                  |                          | 張芯薰                                                                                        |
| 11月1日  | 《屍降人頭骨》(下)                  |                          | 張芯薰                                                                                        |

### 2015年
| 播放日期 | 全職獵魂                        | 其他內容                         | 嘉賓   |
| 03月7日  | 《森淵精靈》(上)                | 本輯主持：梁思浩、李曼筠         | 簡信回 |
| 03月14日 | 《森淵精靈》(下)                |                                  | 張芯薰 |
| 03月21日 | 《回魂夜》                      |                                  | 簡信回 |
| 03月28日 | 《棺材鬼洞》(上)                |                                  | 簡信回 |
| 04月4日  | 《棺材鬼洞》(下)                |                                  | 張芯薰 |
| 04月11日 | 《凶屋追魂》                    |                                  | 張芯薰 |
| 04月18日 | 《夺魂鬼眼》                    |                                  | 簡信回 |
| 04月25日 | 《城門厲影》(上)                |                                  | 張芯薰 |
| 05月2日  | 《城門厲影》(下)                |                                  | 張芯薰 |
| 05月9日  | 《猛鬼禁地》(上)                |                                  | 簡信回 |
| 05月16日 | 《猛鬼禁地》(下)                |                                  | 張芯薰 |
| 05月23日 | 《異域軍魂》                    |                                  | 張芯薰 |
| 05月30日 | 《石澗亡魂》                    |                                  | 簡信回 |
| 06月6日  | 《懷化嬰靈醫院》(上)            |                                  | 張芯薰 |
| 06月13日 | 《懷化嬰靈醫院》(下)            |                                  | 張芯薰 |
| 06月20日 | 《奪命熔爐》                    |                                  | 簡信回 |
| 06月27日 | 《鬼洞遊樂場》(上)              |                                  | 簡信回 |
| 07月4日  | 《鬼洞遊樂場》(下) + 死亡緯度線 |                                  | 張芯薰 |
| 播放日期 | 大逆北道                        | 其他內容                         | 嘉賓   |
| 08月22日 | 《重慶南山之三大陰地》          | 本輯主持：梁思浩、李曼筠、陳皓雲 |        |
| 08月29日 | 《重慶南山之前德國大使館》      |                                  |        |
| 09月5日  | 《重慶紅衣小男孩》(上)          |                                  |        |
| 09月12日 | 《重慶紅衣小男孩》(下)          |                                  |        |
| 09月19日 | 《中國第一鬼村 封門村》(上)     |                                  |        |
| 09月26日 | 《中國第一鬼村 封門村》(下)     |                                  |        |
| 10月3日  | 《黃河水鬼》(上)                |                                  |        |
| 10月10日 | 《黃河水鬼》(下)                | 有線電視高層決定《怪談》停播     |        |

## 《怪談》電影
《怪談》(The Unbelievable)乃怪談節目同名電影，於2009年9月3日，即農曆七月十五中元节，在香港、新加坡和馬來西亞同步上映。電影由《不思议手记》原班人馬打造，由骄阳电影發行，分香港及星馬兩個不同版本。該片是电视版《不思议手记》的延伸，内容突破广管局的限制，会有恶心及裸露镜头，影片在香港被評為III级，在马来西亚评为18PL。在怪谈节目内曾播出《摄制队不思议手记》以宣传该片。
- 梁思浩在博客中透露，不參演該劇是因為覺得劇本不適合自己；[29]
- 攝製隊主持原本由黃翠如擔任，但她在馬來西亞拍攝期間“發生令人難忘的經歷”，回港后精神受困擾，所以辭演該劇並由陈晓华頂上。[30]

## 怪談 FAN CLUB
怪談是本地少有設立影迷會（非牟利）的電視節目，旨在凝聚一羣喜歡解構不可思議事件的朋友，在活動中互相交流。

## 網上侵權問題
自《不思議手記》系列推出以來，怪談的知名度增加了不少，有網民把每集都錄製成視頻檔案上載到互聯網公諸同好（例如 YouTube、土豆網、优酷等），或利用點對點技術（P2P，如 BitTorrent、Foxy 軟件）任人下載，造成網上侵權問題。
於2008年尾至2009年初，有線電視「徇眾要求」，開始在《怪談》官方網頁免費提供最近數集網上重溫及預告片段，並向 YouTube 作出正式投訴，又在第１台重播了三個系列的《不思議手記》，以回應這種非法的上傳、下載行為。

## 同類節目
- 新Mon怪談
- KingTV詭異怪談+FM666電台
- 诡异档案
- 恐怖視線
- 灵异侦查1,2,3
- 魕
- 胡慧冲另类泰国游系列
- 另类亚洲游系列之勇闯灵异鬼世界
- 猛鬼热線胡慧冲 潘紹聰
- 异秀.午夜凶铃